# Santa Maria de Fontclara
Santa Maria de Fontclara fou un priorat augustinià situat en el territori de l'actual comuna de Banyuls dels Aspres, a la comarca del Rosselló, Catalunya del Nord.
En el seu lloc avui dia hi ha un mas que duu el mateix nom, Fontclara, i està situat al sud-est del poble de Banyuls dels Aspres, a la riba esquerra del Tec.

## Història
Esmentada el 1211, era situada a la vora del Tec, en un indret conegut com a Breda, que també posseïa una força, o castell: rocha sive força B. Marie Fontclaris vel de Breda. Vers 1424 un fort aiguat del Tec se l'emportà, i no fou reconstruïda, sinó que els canonges augustinians foren acollits en el Castell de Banyuls dels Aspres per Joan II de Banyuls, senyor del lloc.